# Nowe Żmijewo
Nowe Żmijewo – wieś w Polsce położona w województwie mazowieckim, w powiecie przasnyskim, w gminie Krasne. Ma status sołectwa.
| SIMC    | Nazwa         | Rodzaj    |
| ------- | ------------- | --------- |
| 0117558 | Brzozowo Małe | część wsi |
| 0117541 | Stary Janin   | część wsi |

Wierni Kościoła rzymskokatolickiego należą do parafii św. Mateusza w Zielonej.
W latach 1975–1998 miejscowość administracyjnie należała do województwa ciechanowskiego.